# Никольский (Дмитровский район)
Нико́льский — посёлок в Дмитровском районе Орловской области. Входит в состав Домаховского сельского поселения.

## География
Расположен в 11 км к западу от Дмитровска на левом берегу ручья Колдыбан, недалеко от места его впадения в Неруссу. Высота над уровнем моря — 191 м.

## Этимология
Получил название от храма Николая Чудотворца соседнего села Домаха, выходцами из которого были первые жители посёлка. Поэтому престольный праздник здесь был тоже «Никола»: 22 мая — Никола Вешний, а 19 декабря — Никола Зимний. Многие местные жители, даже рождённые в советское время, знали дату своего рождения приблизительно: «мать говорила, что родила за неделю до летнего Николы» или «неделю спустя после летнего Николы».

## История
Основан до революции 1917 года переселенцами из соседнего села Домаха. По преданию здесь когда-то была «старая» Домаха, основанная женщиной по имени Домна, но пожары от гроз вынудили поселенцев уйти отсюда. В 1926 году в посёлке было 21 крестьянское хозяйство, проживало 127 человек (68 мужского пола и 59 женского). В то время Никольский входил в состав Талдыкинского сельсовета Круглинской волости Дмитровского уезда. Позднее передан в Домаховский сельсовет. В 1928 году вошёл в состав Дмитровского района. В 1937 году в посёлке было 37 дворов. Во время Великой Отечественной войны, с октября 1941 года по август 1943 года, находился в зоне немецко-фашистской оккупации.
В 1950-е годы по распоряжению председателя колхоза Степана Никитовича Фака в посёлке были построены 2 коровника и общежитие на 6 человек. При строительстве и закладке фундамента были найдены глиняные черепки. Впоследствии эти коровники были уничтожены пожаром, возникшем от грозы. В 1956 году рядом с фермой Никольского появилась пилорама. 
Последние постоянные жители покинули посёлок в 2000-е годы.

## Население
| 1926 | 1979 | 2002 | 2010 |
| ---- | ---- | ---- | ---- |
| 127  | ↘45  | ↘8   | ↘0   |